# Minerva Park
Minerva Park és una població dels Estats Units a l'estat d'Ohio. Segons el cens del 2000 tenia 1.288 habitants.

## Demografia
Segons el cens del 2000, Minerva Park tenia 1.288 habitants, 545 habitatges, i 408 famílies. La densitat de població era de 994,6 habitants/km².
Dels 545 habitatges en un 22,8% hi vivien nens de menys de 18 anys, en un 64,4% hi vivien parelles casades, en un 7,2% dones solteres, i en un 25% no eren unitats familiars. En el 21,5% dels habitatges hi vivien persones soles el 12,1% de les quals corresponia a persones de 65 anys o més que vivien soles. El nombre mitjà de persones vivint en cada habitatge era de 2,36 i el nombre mitjà de persones que vivien en cada família era de 2,72.
Per edats la població es repartia de la següent manera: un 19,5% tenia menys de 18 anys, un 4,5% entre 18 i 24, un 24,1% entre 25 i 44, un 28,6% de 45 a 60 i un 23,2% 65 anys o més.
L'edat mediana era de 46 anys. Per cada 100 dones de 18 o més anys hi havia 91 homes.
La renda mediana per habitatge era de 63.875 $ i la renda mediana per família de 67.333 $. Els homes tenien una renda mediana de 47.222 $ mentre que les dones 32.130 $. La renda per capita de la població era de 29.629 $. Aproximadament el 0,7% de les famílies i l'1,3% de la població estaven per davall del llindar de pobresa.

## Poblacions més properes
El següent diagrama mostra les poblacions més properes.